# 赵富林
赵富林（1932年—2024年10月28日），河北大名人，中华人民共和国政治人物。

## 生平
早年供职于中共湖北省光化县委组织部、襄阳地委组织部。1953年，任中共湖北省枣阳县委组织部副部长、部长。1956年，升任中共湖北省枣阳、光化、荆门县委书记处书记。1961年，任湖北省江陵县委副书记、书记。1966年，担任中共湖北省荆州地委副书记兼江陵县委书记。1969年，升任湖北省江陵县革委会副主任、第一副主任。1971年，改中共湖北省洪湖县委副书记、县革委会第一副主任。1983年，任中共湖北省荆州地委书记。1985年，升任中共湖北省委副书记、省纪委书记。1990年，改任中共广西壮族自治区党委书记（当时自治区政府主席为成克杰）。1995年，兼任广西自治区人大常委会主任。